# Альтенкирхен (Вестервальд)
Альтенкирхен (нем. Altenkirchen) — город в Германии, районный центр, расположен в земле Рейнланд-Пфальц.
Входит в состав района Альтенкирхен-Вестервальд. Подчиняется управлению Альтенкирхен. Население составляет 6002 человека (на 31 декабря 2010 года). Занимает площадь 11,00 км². Официальный код — 07 1 32 501.